# Acrevis Bank
Die acrevis Bank AG mit Sitz in St. Gallen ist eine Schweizer Regionalbank mit Marktgebiet zwischen Bodensee und Zürichsee. Die Bank entstand durch den Zusammenschluss der Bank CA St. Gallen und der Swissregiobank im Jahre 2011. acrevis beschäftigt rund 200 Mitarbeiter, betreut über 57'000 Kunden und weist eine Bilanzsumme von 5,0 Milliarden Franken auf. acrevis wird von rund 11'000 regionalen Aktionären getragen.
Die acrevis Bank AG hat ihren Hauptsitz in St. Gallen und betreibt sieben Niederlassungen (Gossau SG, Wil SG, Bütschwil, Wiesendangen, Lachen SZ, Rapperswil-Jona und Pfäffikon SZ). Die Bank ist Mitglied des ESPRIT-Netzwerkes. Dieses ist ein Verband mit dem Zweck des gemeinsamen Betriebes der Informatik sowie der zentralen Beschaffung und Unterhalt von Gütern und Dienstleistungen. ESPRIT-Netzwerk ist vor allem für die Kooperation von Regionalbanken im Bereich IT von Nutzen.
Die acrevis Bank AG ist eine unabhängige Aktiengesellschaft mit Sitz in St. Gallen, die nicht an der Schweizer Börse kotiert ist. Sie besitzt die hundertprozentige Tochterfirma acrevis On AG, die Projekte wie das digitale Onboarding (Konto-/ Depoteröffnungen) oder die Entwicklung neuer Kundenschaltermodelle behandelt. Ebenso ist sie Hauptträgerin der Finanz-Logistik AG, die ein Service-Center für Bankendienstleistungen im Backoffice- und Logistik-Bereich betreibt. Zudem ist sie an der Regimo St. Gallen AG beteiligt, deren Zweck die Immobilienverwaltung ist.
Die Namens-Aktien der acrevis Bank AG haben einen Nennwert von 85 Schweizer Franken und können ausserbörslich über die Berner Effektenbörse OTC-X der Berner Kantonalbank gehandelt werden.

## Geschäftsfelder, Projekte und Nachhaltigkeit
Die acrevis Bank AG ist hauptsächlich auf die Anlageberatung, die Vermögensverwaltung und Finanzierung privater Immobilien spezialisiert sowie im kommerziellen Geschäft mit KMU, Gewerbe und Selbständigerwerbenden tätig.
Im Jahre 2015 lancierte die Bank das Beratungs- und Anlagemodell «acrevis spektrum». Mit dem Produkt wurde auf den Wandel des Private Bankings in der Schweiz und so gegen die anhaltenden Tiefstzinsen sowie die immer neuen regulatorischen Auflagen reagiert. 2018 führte die Bank das Online-Vermögensverwaltungs-Tool «acrevis Anlegen online» ein.
Eine Vorgängerbank der acrevis ist 1854 aus einer Initiative der «Gemeinnützigen Gesellschaft» der Stadt St. Gallen entstanden und engagierte sich bereits damals verantwortungsvoll in der Region Ostschweiz. Diese umfassende Verantwortung bildet das Fundament der Unternehmensstrategie und des täglichen Handelns. Das Ziel der acrevis ist es, bezüglich Nachhaltigkeit eine führende Rolle im regionalen Bankenmarkt einzunehmen. Diesen Weg wird die acrevis auch in Zukunft weitergehen.

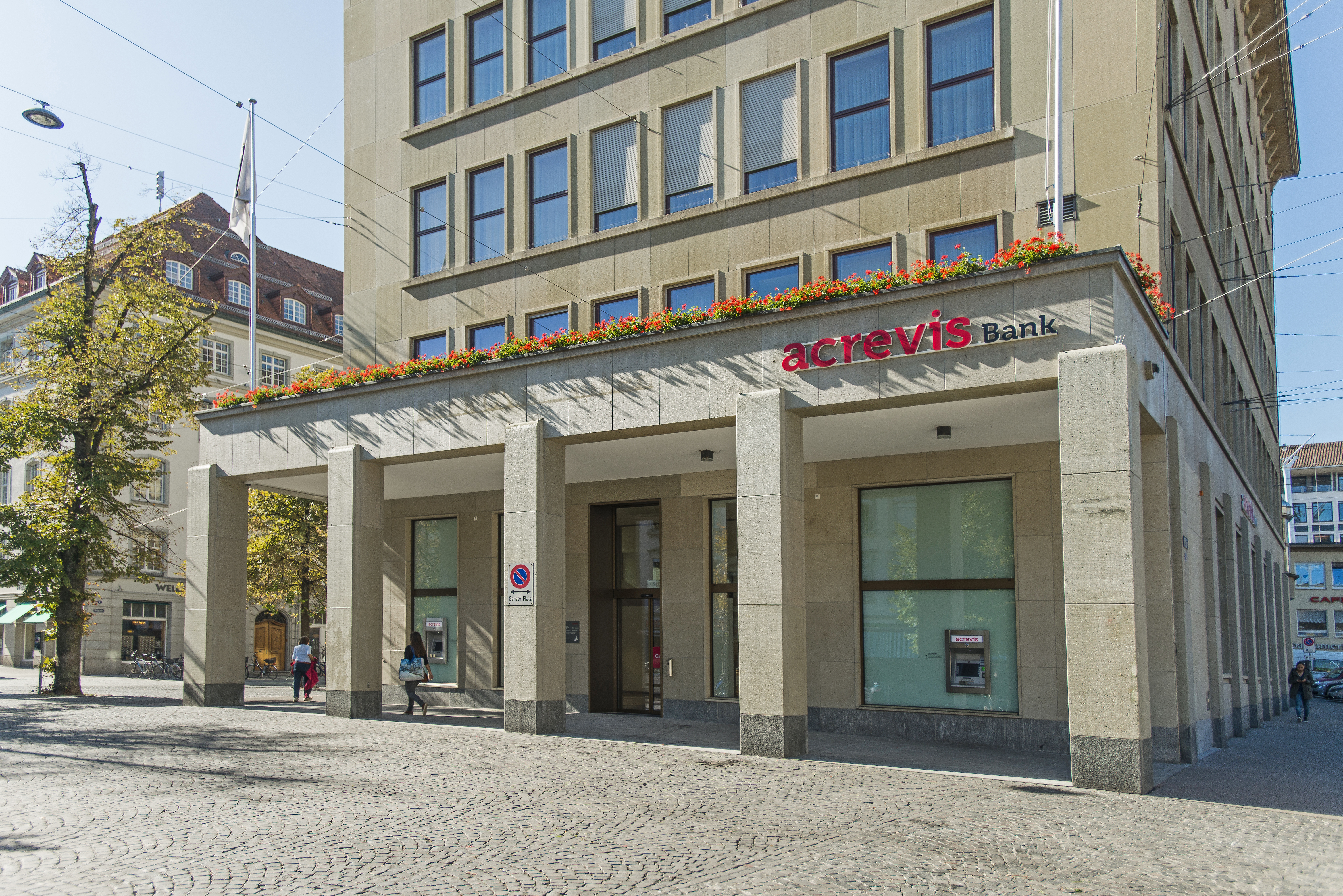
Hauptsitz St. Gallen

Im Rahmen der Digitalisierungsstrategie der Bank wurde 2018 in Rapperswil-Jona und 2019 in Wil ein hybrides Filialkonzept mit Videoberatung unter dem Motto «Schalter der Zukunft» eröffnet. Der Kunde wird in der Kundenhalle am Empfangstisch per Video virtuell von einem Mitarbeiter empfangen und danach in einem separaten Sitzungszimmer am digitalen Schalter mittels Videoberatung bedient. Die Kundenberater agieren vom Studio in St. Gallen aus. Beim Gespräch mit dem Kunden können so Fachabteilungen hinzugezogen werden, die nicht direkt vor Ort sind. Das Projekt wurde in Zusammenarbeit mit der Video Consulting Solution der Swisscom realisiert.

## Geschichte und Entwicklung
Die Geschichte der acrevis Bank AG führt auf drei regionale - St. Galler, Toggenburger und Gossauer - Wurzeln zurück:
Die «St. Galler Wurzel» der Bank führt bis ins Jahr 1819: Mit dem Zweck, «die Gesellschaft auf der Grundlage der Gemeinnützigkeit anzuregen und zu fördern, was der geistigen und materiellen Volkswohlfahrt dient», wurde damals in St. Gallen die «Östliche Gemeinnützige Gesellschaft» ins Leben gerufen. Aus dieser Gesellschaft hervorgegangen sind verschiedene Institutionen - unter anderem auch die Creditanstalt St. Gallen. Die Bank wurde 1854 gegründet. Anlässlich ihres 150-jährigen Bestehens wurde sie 2004 in Bank CA St. Gallen umbenannt.
Fast gleich weit zurück führt die «Toggenburger Wurzel» der Bank: In Bütschwil wurde 1876 die Ersparnisanstalt Bütschwil gegründet. Im Jahr 1908 übernahm sie die 1841 gegründete Sparkasse March in Lachen, 1925 öffnete eine Filiale in Pfäffikon SZ ihre Türen. 1983 wurde die Ersparnisanstalt in Bank Bütschwil umbenannt, ehe 1990 die im Jahr 1889 gegründete Sparkasse Biene Ebnat-Kappel durch eine Übernahme dazustiess.
Bis ins Jahr 1881 lässt sich die «Gossauer Wurzel» der Bank zurückverfolgen: Damals wurde die Ersparniskasse Gossau gegründet, die 1910 in Bank in Gossau umbenannt wurde. Die Wurzeln aus Gossau und aus dem Toggenburg fanden 2002 zusammen, als sich die Bank in Gossau und die Bank Bütschwil zur Swissregiobank. zusammengeschlossen haben. 2004 respektive 2008 wurden Filialen in Wil und Rapperswil-Jona eröffnet.
Im Dezember 2010 wurde die Fusion der beiden Banken bekanntgegeben. Der Fusionsvertrag wurde am 12. Juli 2011 unterzeichnet. Am 23. September desselben Jahres erfolgte der endgültige Zusammenschluss durch die Zustimmung der Aktionäre beider Gesellschaften zur Fusion per 26. September 2011. Dabei wurde die Bank CA St. Gallen AG auf die Swissregiobank AG verschmolzen und die Swissregiobank AG in acrevis Bank AG umfirmiert. Die Bank CA St. Gallen AG wurde am 26. September 2011 aus dem Handelsregister gelöscht.
Im Jahr 2013 wurde das Bankgeschäft der Sparkasse Trogen (Genossenschaft) sowie der Sparkasse Wiesendangen (öffentlich-rechtliche Anstalt) übernommen. Dabei erfolgten die Akquisitionen jeweils durch Übernahme von Aktiven und Passiven mit anschliessender Liquidation der Sparkasse. Die Sparkasse Trogen war zuvor die kleinste Bank der Schweiz. In Trogen wurde nach der Akquisition keine Filiale mehr unterhalten. Im Gegensatz dazu wurden die Geschäftsräume der Sparkasse Wiesendangen übernommen und in eine Geschäftsstelle der acrevis Bank AG umgestaltet.